# Pintor d'Epelios

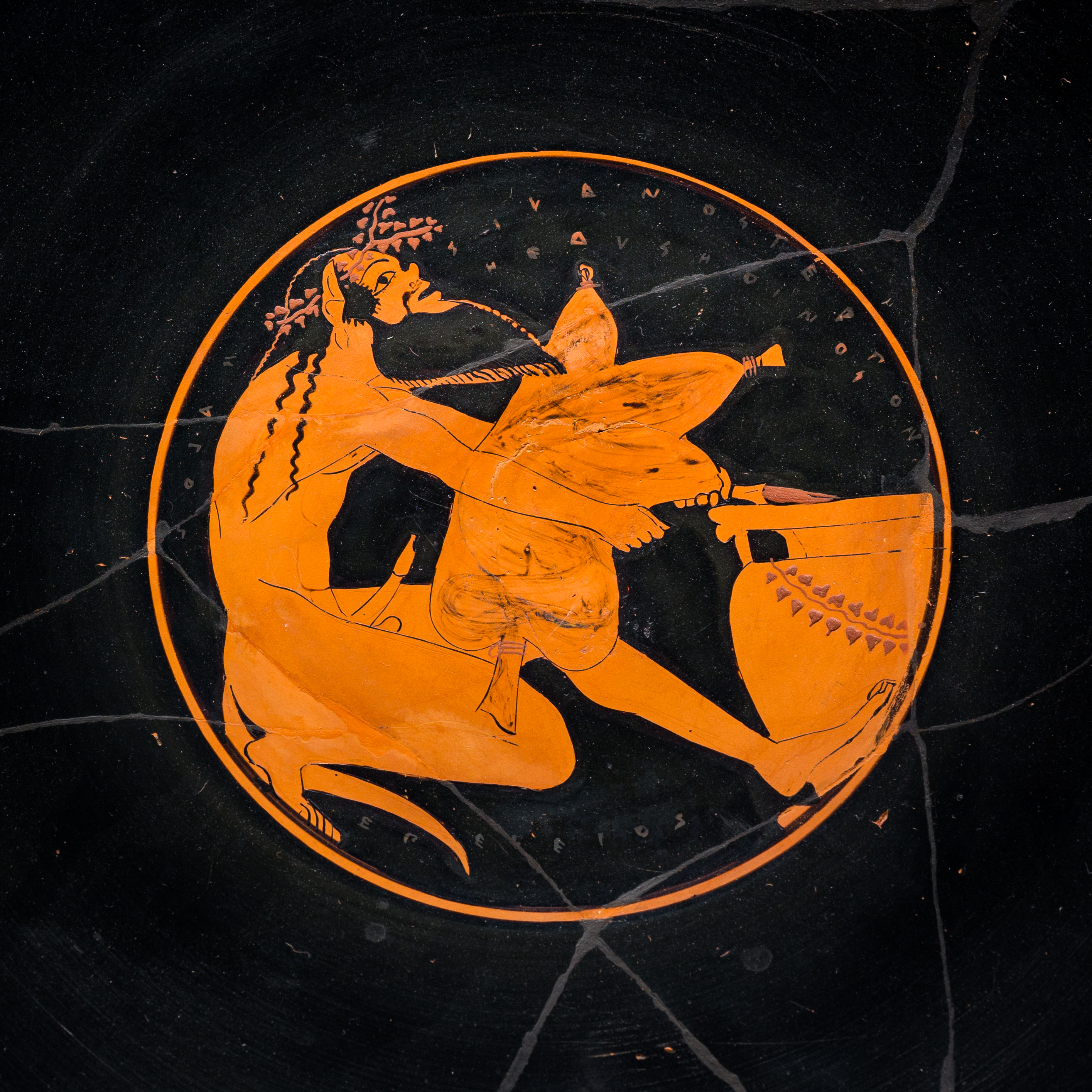
Tondo del got de Munic amb el sàtir Terpon

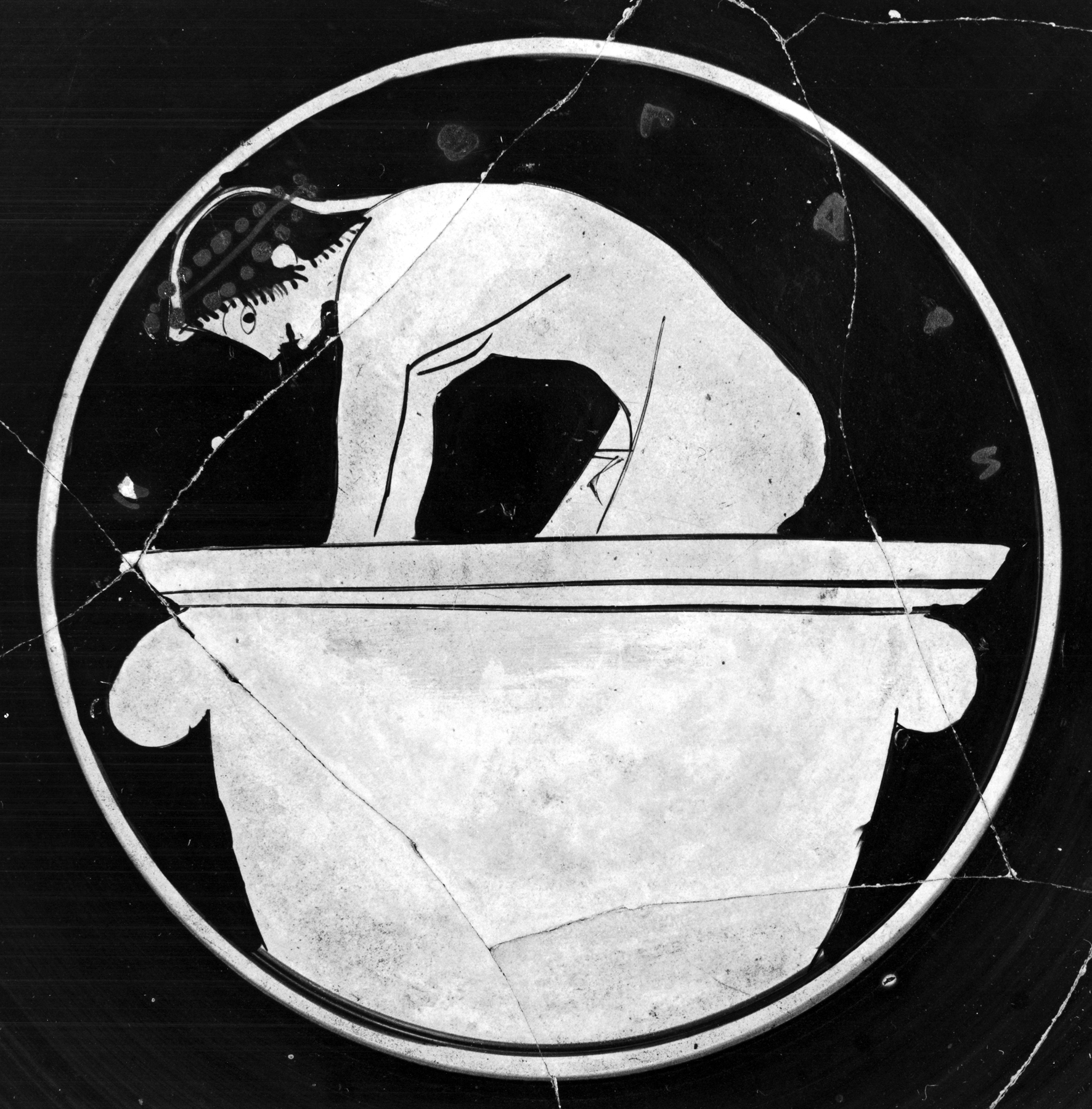
Joves a l'esquerra banyant-se i en el tondo del cílix un jove en un crater de campana. Duu una corona

El Pintor d'Epelios fou un pintor grec d'atuells que va treballar a Atenes a la fi del segle vi abans de la nostra era.
Fou un dels primers pintors de cílixs de figures vermelles. S'estima que el seu període creatiu va del 530 al 500 ae. Se'l considera un pintor de gots de tercera categoria, però fou prou productiu. John Beazley l'assigna a l'Ala dels Coares, que utilitza per a descriure els pintors d'atuells de tercera categoria de l'època. El nom del Pintor d'Epelios no s'ha transmés, per la qual cosa Beazley, que va reconéixer i definir la seua signatura artística dins del gran cos de ceràmica pintada antiga que ens ha arribat, el va distingir amb un nom convingut. Les seues pintures sovint mostren esportistes individuals o escenes de palau amb atletes i guerrers; els seus quadres de temes dionisíacs són particularment cridaners i imaginatius.
Tant ell com el Pintor d'Evèrgides, treballa a la manera del mestre Epictet, però sense arribar a la seua classe o fins i tot a les habilitats del Pintor d'Evèrgides. Les seues obres sovint fan l'efecte de ser còpies en brut de les obres d'Epictet. Alguns gots han estat catalogats com a obres amb elements evergídics i epelials a causa dels detalls gràfics. Va decorar algunes copes d'ulls amb paletes de ventall, que ja no estaven pas de moda llavors, la qual cosa suggereix que sembla ser un pintor d'atuells més antic que els seus col·legues. Igual que altres pintors del seu cercle, a vegades col·loca declaracions en la boca de les figures, com en el tondo (quadre interior) d'una copa dels sàtirs: hedys hoinos -el vi és dolç-.